# Frecăței (Tulcea)
Frecăţei é uma comuna romena localizada no distrito de Tulcea, na região de Dobruja. A comuna possui uma área de 48.29 km² e sua população era de 3600 habitantes segundo o censo de 2007.